# 大山祇神社 (西海市)
大山祇神社（おおやまづみじんじゃ）は、長崎県西海市大島にある三島・大山祇信仰の神社。

## 祭神
- 大山積神

代表的な山の神で、全国の炭田、金山等に勧請された。別名『和多志大神』（渡しの神、の意）。これは大山祇神社の本社が島（大三島）に立地していることから、航海神として位置付けられたもの。このため海神として造船メーカーや海運会社からも崇敬されている。

## 歴史
大島の大山祇神社は、松島炭鉱や大島炭鉱の守護神として、愛媛県大三島の大山祇神社から勧請されたことに始まる。
その後鉱山の閉山に伴い、隣の蛎浦島にある浅間神社（大山積神の子木花之佐久夜毘売を奉る）に合祀されたが、企業誘致により大島造船所が進出すると、住民や大島造船所、三井松島産業により再建された。
- 1930年11月29、松島炭鉱の守護神として、愛媛県大三島の大山祇神社から松島に勧請、創建された[1]。
- 1936年12月6日、炭鉱本部の移転に伴い、西彼大島に遷座[1]。
- 1970年、大島炭鉱閉山。蛎浦島の浅間神社に合祀される[2]。
- 1980年10月、住民や大島造船所、三井松島産業により元の場所に再建[2]。
- 2018年、現在地に遷座。

11月の大祭では、神輿や浦安の舞が奉納される。